# Territorio dello Utah

Territorio dello Utah e delle aree vicine nel momento della fondazione. Sono visibili i confini degli stati nei quali poi è stato suddiviso

Il Territorio dello Utah fu un territorio organizzato degli Stati Uniti d'America che esistette dal 9 settembre 1850 al 4 gennaio 1896, quando quello che restava del territorio fu incorporato nello Stato federale col nome di Stato dello Utah.

## Storia
Il territorio fu definito con una legge del Congresso il 9 settembre 1850, lo stesso giorno in cui lo Stato della California fu annesso all'Unione e venne istituito il Territorio del Nuovo Messico. La creazione del Territorio dello Utah faceva parte del compromesso del 1850, che intendeva mantenere l'equilibrio di poteri tra stati schiavisti e stati liberi. Con l'eccezione di una piccola area nei pressi delle sorgenti del fiume Colorado nell'attuale omonimo stato, gli Stati Uniti acquisirono tutta la terra che faceva parte del territorio dal Messico tramite il trattato di Guadalupe Hidalgo del 1848.
La sua istituzione fu parzialmente il risultato della petizione presentata dai pionieri mormoni che si erano insediati nella valle del Lago Salato a partire dal 1847. I mormoni, guidati da Brigham Young, chiesero al Congresso l'ingresso nell'Unione col nome di stato di Deseret, la cui capitale sarebbe stata Salt Lake City e con i confini rappresentati dall'intero Gran Bacino e dallo spartiacque del fiume Colorado, ovvero di un'area che è oggi divisa tra nove diversi stati. La regione oggi è in parte chiamata 
Corridoio Mormone.
I coloni mormoni avevano redatto una costituzione nel 1849 e il Deseret era diventato un governo de facto del Gran Bacino al tempo della fondazione del territorio dello Utah.
In seguito all'organizzazione del territorio, Young ne fu nominato primo governatore il 3 febbraio 1851. Ad ottobre della prima legislatura, furono adottate leggi emesse in precedenza dall'Assemblea Generale dello Stato di Deseret.
Il governo mormone del territorio fu giudicato controverso da buona parte della nazione, grazie anche alla continua raffigurazione sui giornali della poligamia praticata dai coloni, che era stata alla base della loro fuga dagli Stati Uniti verso il bacino del Gran Lago Salato.

Evoluzione del Territorio dello Utah dalla creazione comandata dal Congresso nel 1850 al 1896, quando divenne ufficialmente un nuovo stato

Sebbene i mormoni rappresentassero la maggioranza nel bacino del Gran Lago Salato, la parte occidentale del territorio iniziò ad attrarre molti coloni non mormoni, soprattutto dopo la scoperta dell'argento a Comstock Lode nel 1858. Nel 1861, in parte a causa di questo avvenimento, la parte occidentale del territorio dello Utah venne staccata per fondare il Territorio del Nevada. I non mormoni entrarono anche nella parte orientale del territorio durante la corsa all'oro di Pike's Peak, portando nel 1859 alla scoperta dell'oro a Breckinridge, nel territorio dello Utah. Nel 1861 gran parte della zona orientale fu riconosciuta appartenente al neonato Territorio del Colorado.
L'arrivo della ferrovia, contemporaneamente dalla California e da est nel 1869, non fu giudicata favorevolmente dai mormoni che governavano il territorio. La cerimonia della golden spike a Promontory Summit per il completamente della ferrovia transcontinentale fu boicottata dagli ufficiali statali, che diffidavano dell'invasione del mondo esterno all'interno del bacino del Gran Lago Salato.
Le controversie dovute alla diffusione della religione mormona nel territorio sono considerate il principale motivo del lungo ritardo (46 anni) occorso tra la nascita del territorio e l'ammissione all'Unione, avvenuta nel 1896 col nome di stato dello Utah, molto dopo l'annessione degli stati nati più tardi. Il Territorio del Nevada ad esempio, nonostante la scarsa popolazione, fu annesso all'Unione nel 1864, tre soli anni dopo la nascita. Il Colorado fu annesso nel 1876.